# Alan Norris
Alan Norris (Yeovil, 21 februari 1972) is een Engels darter.

## Carrière
In 2014 was hij finalist in het BDO World Professional Darts Championship, 'Lakeside'. Hij verloor met 7-4 van Stephen Bunting.

### Overstap naar de PDC
Na zijn verlies tegen Darryl Fitton in de tweede ronde van het BDO World Darts Championship 2015 maakte Norris zijn intentie om deel te gaan nemen aan de Q-School van de PDC kenbaar. Hij gaf hierbij aan dat er bij het BDO-circuit weinig tot geen uitzicht was op veranderingen wat voor hem de reden was het te gaan proberen bij de PDC. Op de eerste dag van de Q-School wist Norris gelijk een toerkaart te bemachtigen. Ook gooide hij in de vijfde ronde een 9-darter. Het eerste televisietoernooi van de PDC waar hij aan deelnam was de UK Open 2015 waarvoor hij zich als nummer 21 van de UK Open Order of Merit plaatste. Tijdens de kwalificatie voor dit toernooi bereikte hij onder meer de kwartfinale van een UK Open Qualifier in februari. Hij verloor op de UK Open in de derde ronde met 9–6 van Kyle Anderson. 
In oktober won hij zijn eerste (vloer)toernooi bij de PDC. Hij won het 18e Players Championships toernooi door Kim Huybrechts in de finale me 6–1 te verslaan, in deze finale gooide hij 108,06 gemiddeld. Ook nam hij in oktober deel aan het European Darts Championship waarin hij het in de eerste ronde moest afleggen tegen Peter Wright. Op de Players Championship Finals 2015 versloeg hij in de eerste ronde Terry Jenkins en verloor hij vervolgens in de tweede ronde van Adrian Lewis. 
Hij plaatste zich als de hoogste niet-gekwalificeerde speler voor het WK 2016 via de Pro Tour order of Merit. Tijdens zijn debuut op het WK wist hij in de eerste ronde met 3–0 in sets te winnen van Robert Thornton, de nummer 6 op de wereld ranglijst. Hij wist de kwartfinale te bereiken door te winnen van Joe Murnan en Mark Webster. In de kwartfinale verloor hij van de Nederlander Jelle Klaasen. In de wedstrijd tegen Klaasen stond hij op een 3–1 voorsprong, miste hij de dubbel 12 voor een 9-darter en kreeg hij nog een matchdart. Hij verloor de laatste 5 legs op rij waarmee hij met 5–4 in sets verloor.
In juli 2017 haalt hij de kwartfinale van de World Matchplay Darts 2017, maar werd daarna uitgeschakeld door Adrian Lewis met 16-13.

## Resultaten op wereldkampioenschappen

### BDO
- 2009: Laatste 16 (verloren van Scott Waites 0-4)
- 2010: Laatste 32 (verloren van Robert Wagner 2-3)
- 2011: Laatste 16 (verloren van Garry Thompson 2-4)
- 2012: Kwartfinale (verloren van Christian Kist 1-5)
- 2013: Laatste 16 (verloren van Wesley Harms 3-4)
- 2014: Finale (verloren van Stephen Bunting 4-7)
- 2015: Laatste 16 (verloren van Darryl Fitton 3-4)

### PDC
- 2016: Kwartfinale (verloren van Jelle Klaasen 4-5)
- 2017: Laatste 32 (verloren van Raymond van Barneveld 0-4)
- 2018: Laatste 32 (verloren van James Richardson 1-4)
- 2019: Laatste 32 (verloren van Ryan Joyce: 3-4)

## Resultaten op de World Matchplay
- 2016: Laatste 32 (verloren van Gary Anderson met 1-10)
- 2017: Kwartfinale (verloren van Adrian Lewis met 13-16)